# فرودگاه دوسو
فرودگاه دوسو (به انگلیسی: Dosso Airport) یک فرودگاه همگانی است . این فرودگاه در کشور نیجر قرار دارد .